# Chicago Wells Street Station

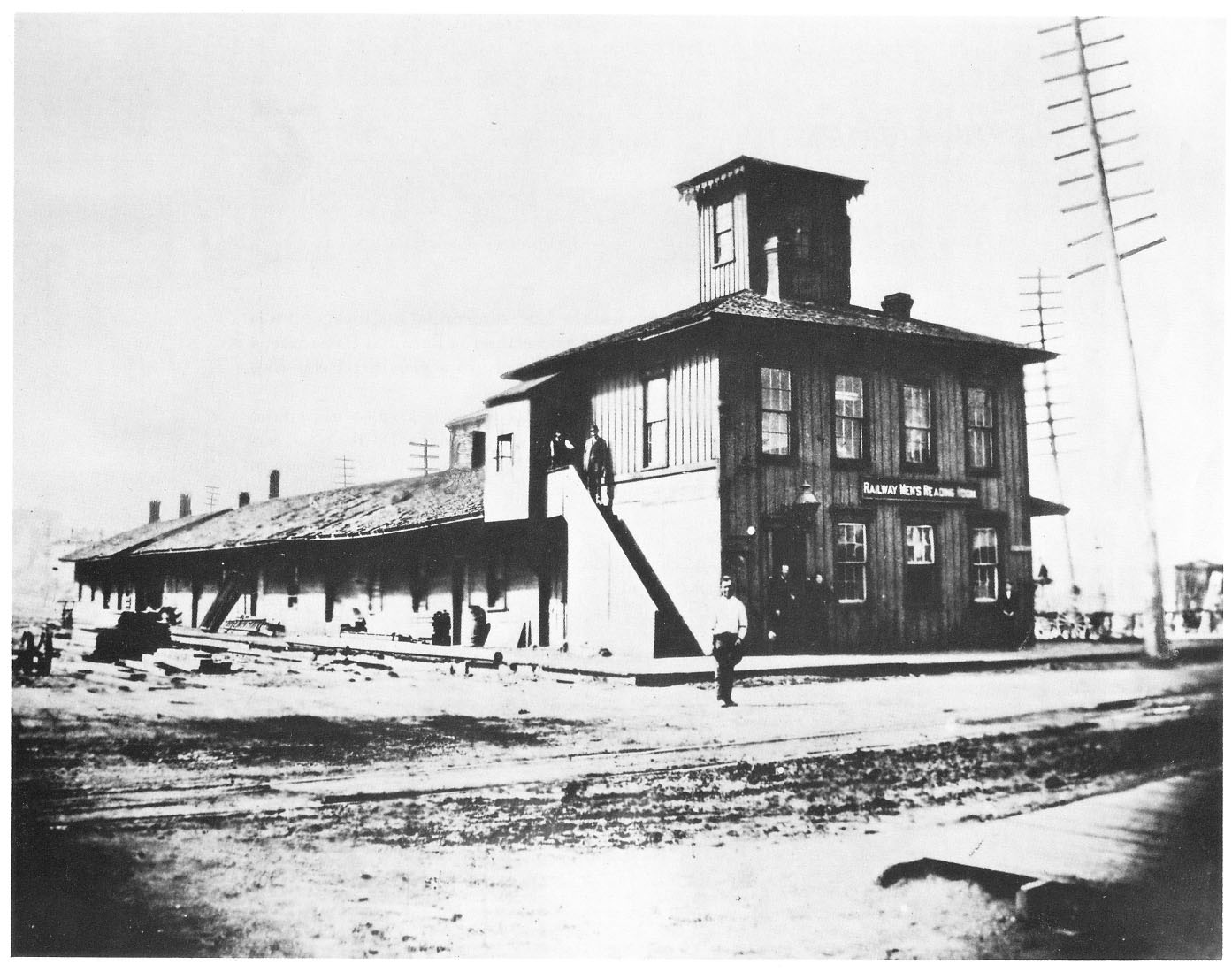
Der 1853 errichtete Bahnhof der Galena and Chicago Union RR.

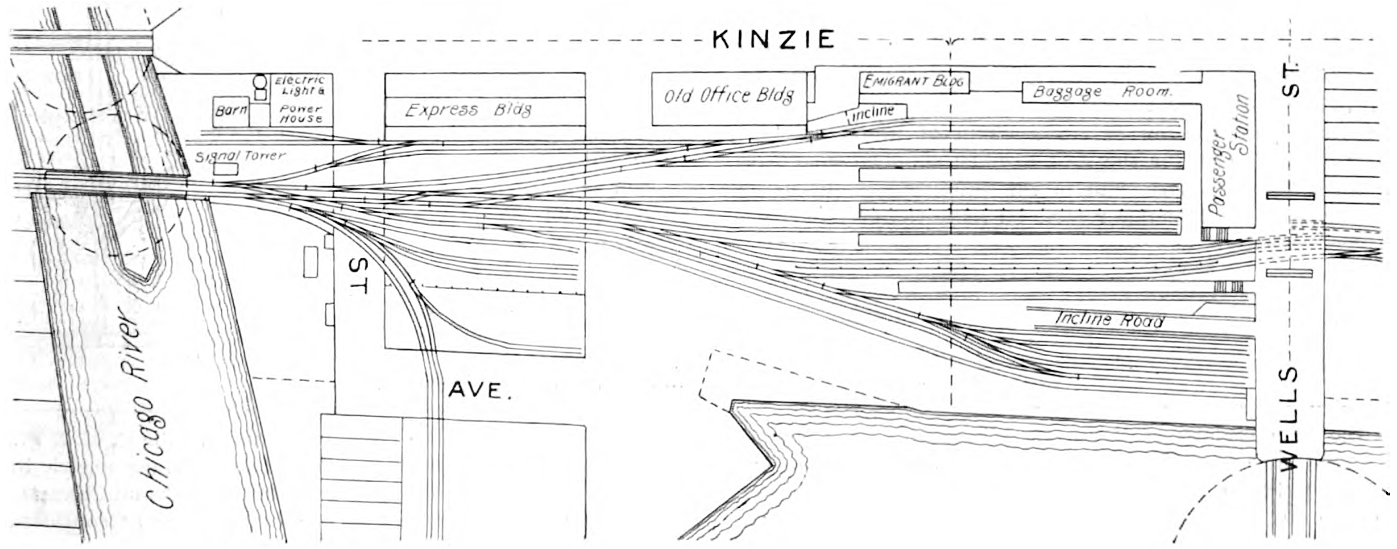
Gleisplan 1901

Die Wells Street Station war ein Bahnhof der Chicago and North Western Railway in Chicago. Der Bahnhof wurde 1911 zugunsten des Chicago and North Western Terminal aufgegeben. Heute befindet sich an der Stelle des Bahnhofs das Großhandelsgebäude Merchandise Mart.

## Lage
Der Bahnhof lag nördlich des als Loop benannten Stadtzentrums, in einem Block der im Norden durch die Kinzie Street, im Westen durch die Wells Street, im Süden durch den Chicago River und im Westen durch die Orleans Street begrenzt war. Das Empfangsgebäude war zur Wells Street hin errichtet.

## Geschichte

Bahnhof um 1898

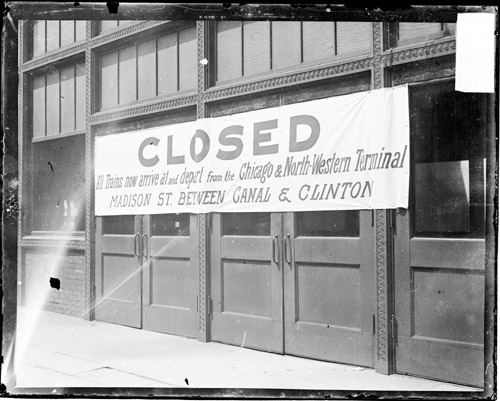
Hinweis zur Schließung des Bahnhofs 1911

In den Jahren 1852/1853 errichtete die Galena and Chicago Union Railroad  einen Bahnhof an der Ecke Wells Street/Kinzie Street an der Nordseite des Chicago Rivers. Zum Anschluss des Bahnhofs ans Streckennetz wurde nach Plänen von J. D. Perkins eine Ponton- oder Floßbrücke über den Chicago River errichtet. Der aus Ziegeln errichtete Bahnhof besaß zwei Stockwerke und hatte einen quadratischen Grundriss mit einer Seitenlänge von 13,7 Meter. Der Haupteingang lag an der Wells Street. Die Räume für Fracht und Gepäck lagen zur Kinzie Street hin. Nachdem die Wells Street angefüllt und erhöht wurde, sah sich die Bahngesellschaft gezwungen, entsprechende Anpassungen vorzunehmen. So wurde das Gebäude in den Jahren 1862/1863 um eine Etage aufgestockt. Außerdem wurde das Gebäude an der Seite der Kinzie Street um 9,1 Meter verlängert. In den zusätzlichen Räumen wurden Büros der Bahngesellschaft untergebracht. 
Dieser Bahnhof wurde 1871 beim Großen Brand von Chicago zerstört. Die Chicago and North Western Railway (als Nachfolger der 1865 übernommenen Galena and Chicago Union Railroad) erbaute danach einen Interimsbahnhof aus Holz.
1880/1881 wurde durch die Gesellschaft an der gleichen Stelle ein neuer massiver Bahnhof errichtet. Der am 23. Mai 1881 eingeweihte Bahnhof war über die bewegliche Kinzie-Street-Eisenbahnbrücke mit den restlichen Schienennetz verbunden. Der Bahnhof war zur Zeit seiner Eröffnung der größte der vier Bahnhöfe Chicagos. Erstmals konnte die Chicago & North Western alle Personenzüge in einem Bahnhof in Chicago beginnen und enden lassen. Das von William W. Boyington entworfene Gebäude vereinte gotische und griechische Elemente. Der Bahnhof kostete 250.000 $ und war aus roten Ziegel- und grauen Sandsteinen errichtet. Das fünfstöckige Gebäude war an der Wells Street 57 Meter, an der Kinzie Street 85 Meter lang und im Mittel 24 Meter hoch. Der zentrale Uhrturm erreichte eine Höhe von 57 Meter. Der Bahnhof verfügte über 12 Bahnsteiggleise. 
Schon bald genügte der Bahnhof nicht mehr den Anforderungen an das gestiegene Personenaufkommen (um 1895: 200 Züge täglich mit 32.000 Passagieren, um 1905: 300 Züge mit 50.000 Passagieren), so dass Ende der 1890er Jahre südlich des Hauptgebäudes weitere Anbauten errichtet wurden.
Durch den steigenden Verkehr auf der Schiene und auf dem Chicago River wurde es jedoch immer schwieriger, den Verkehr über die klappbare Kinzie-Street-Eisenbahnbrücke planmäßig abzuwickeln. Auch genügten die baulichen Anlagen nicht mehr dem Passagieraufkommen. Die C&NW errichtete deshalb auf der westlichen Seite des Chicago River einen neuen Bahnhof. Das Chicago and North Western Terminal, heute als Ogilvie Transportation Center bezeichnet, wurde 1911 eröffnet. Gleichzeitig schloss der Personenbahnhof in der Wells Street. Der Güterverkehr wurde weiterhin aufrechterhalten.
1930 wurde auf dem Gelände des Bahnhofs das Großhandelsgebäude Merchandise Mart errichtet.